# Breznik
Breznik (en búlgaro: Брезник) es una ciudad de Bulgaria en la provincia de Pernik.

## Geografía
Se encuentra a una altitud de 748 m s. n. m. a 45 km de la capital nacional, Sofía.

## Demografía
Según estimación 2012 contaba con una población de 3 861 habitantes.
|         | 2004  | 2005  | 2006  | 2007  | 2008  | 2009  | 2010  | 2011  |
| Mujeres | 2 082 | 2 052 | 2 059 | 2 052 | 2 064 | 2 061 | 2 061 | 2 105 |
| Varones | 1 958 | 1 933 | 1 919 | 1 900 | 1 908 | 1 878 | 1 879 | 1 994 |
| Total   | 4 040 | 3 985 | 3 978 | 3 952 | 3 972 | 3 939 | 3 940 | 4099  |